# Alexandre Balthazar Laurent Grimod de La Reynière

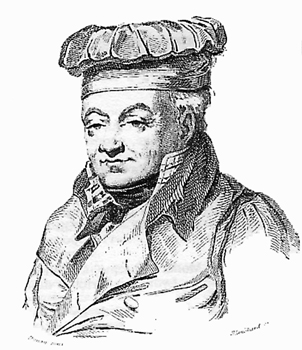
Retrato de Grimod de La Reynière.

Alexandre Balthazar Laurent Grimod de La Reynière (París, 20 de noviembre de 1758 - Villiers-sur-Orge, Essonne, 24 de diciembre de 1837) fue un abogado, periodista y escritor culinario francés que adquirió notoriedad durante el periodo de gobierno de Napoleón Bonaparte. Se caracteriza por ser un gastrónomo apasionado, que roza con la voluptuosidad en sus descripciones culinarias como un gourmet. Como periodista es considerado como un cronista agudo de su época. Hijo de Laurent Grimod de La Reynière, heredó la fortuna familiar de la familia a la muerte de su padre que poseía el cargo de fermier général en 1792. Fue miembro de la Société du Caveau.

## Biografía
Grimod de La Reynière nace en París en una familia acomodada, su abuelo fue abogado, además de una especie de intendente agrícola real y director de la aduana de Lyon. Cuentan que murió sofocado por un foie-gras que devoraba con gran glotonería en 1754. El padre Laurent Grimod de La Reynière heredó los cargos y se casó con una hija del Marqués de Orjival y de esta forma Grimod de La Reynière ya pertenece a una rama de la nobleza francesa. 
Habiendo nacido con una malformación de las manos conocida como sindactilia, Grimod solía cubrirlas bajo unos mitones, alegando que un cerdo se las había comido mientras dormía cuando era pequeño. Grimod de La Reynière cursó estudios en los jesuitas y se doctoró en derecho, aunque nunca ejerció esta profesión. Al terminar la carrera se dedica al periodismo. 
Su actividad social parisina hace que funde a comienzos del siglo XIX una sociedad denominada Almanaque de los golosos que después devino en Almanaque de los golosos y las guapas. Su contemporáneo Restif de la Bretonne deja anotaciones de su comportamiento libertino, en el que narra cómo estaba rodeado de actrices y prostitutas. Es muy posible que en esta época parisina conociera a Donatien Alphonse François de Sade. En su época admira a Voltaire, a Rousseau y Diderot. Tuvo un affair con Angélique Bessi que finalmente le abandonó y se casó en 1778. Se batió en duelo con el Marqués de Breteuil. 
En 1782 comienza los famosos almuerzos de los miércoles que celebrará hasta 1786 en su magnífico Hotel ubicado en el Bosquet de los Campos Elíseos (actualmente Embajada de los EE. UU. en Francia). El 1 de febrero de 1783 organiza la primera de las cenas de una veintena de comensales, algo que se considera como el inicio de una nueva época de restaurantes en su Hotel denominado: Hôtel Grimod de La Reynière. Fue desheredado por sus parientes, lo que le obligaba a cobrar los platos y el servicio. En 1786 y tras escribir una crítica contra el sistema judicial, Grimod es arrestado y acto seguido desterrado de París y recluido en el convento de Domèvre en Lorena, siendo allí donde descubre la cocina conventual. Tras un periodo de exilio en Ginebra regresa en 1793 casado a París, en ese mismo año fallece su padre. Es en esta época cuando Grimod comienza a escribir sus obras sobre el modelo de anfitrión. Años antes de su muerte la correspondencia de Grimod muestra a un personaje habitual en los restaurantes parisinos.

## Obra
Antes del periodo de revolución Grimod no había escrito ni un artículo sobre comida, ni materia culinaria cualquiera. Cuando lo hace es como una provocación, en correos privados con Restif de la Bretonne. Las obras conocidas de Grimod son: 
- Alexandre Balthazar Laurent Grimod de La Reynière, «Almanque de gourmands», Ed. Mercure de France, coll. Le Petit Mercure, 01/04/2003 (ISBN 2-7152-2404-4)
- Alexandre Balthazar Laurent Grimod de La Reynière, «Manual de anfitriones y guía de golosos» (1808) Ed. Tusquets, Colección Los 5 sentidos. Se trata de una obra sumaria de su Almanaque.